# Commelina scaposa
Commelina scaposa är en himmelsblomsväxtart som beskrevs av Charles Baron Clarke, De Wild. och Théophile Alexis Durand. Commelina scaposa ingår i släktet himmelsblommor, och familjen himmelsblomsväxter. Inga underarter finns listade.